# Cour suprême de la république démocratique du Congo
 (janvier 2022).
 (janvier 2022).
La mise en forme du texte ne suit pas les recommandations de Wikipédia : il faut le « wikifier ».
Les points d'amélioration suivants sont les cas les plus fréquents. Le détail des points à revoir est peut-être précisé sur la page de discussion.
- Les titres sont pré-formatés par le logiciel. Ils ne sont ni en capitales, ni en gras.
- Le texte ne doit pas être écrit en capitales (les noms de famille non plus), ni en gras, ni en italique, ni en « petit »…
- Le gras n'est utilisé que pour surligner le titre de l'article dans l'introduction, une seule fois.
- L'italique est rarement utilisé : mots en langue étrangère, titres d'œuvres, noms de bateaux, etc.
- Les citations ne sont pas en italique mais en corps de texte normal. Elles sont entourées par des guillemets français : « et ».
- Les listes à puces sont à éviter, des paragraphes rédigés étant largement préférés. Les tableaux sont à réserver à la présentation de données structurées (résultats, etc.).
- Les appels de note de bas de page (petits chiffres en exposant, introduits par l'outil «  Source ») sont à placer entre la fin de phrase et le point final[comme ça].
- Les liens internes (vers d'autres articles de Wikipédia) sont à choisir avec parcimonie. Créez des liens vers des articles approfondissant le sujet. Les termes génériques sans rapport avec le sujet sont à éviter, ainsi que les répétitions de liens vers un même terme.
- Les liens externes sont à placer uniquement dans une section « Liens externes », à la fin de l'article. Ces liens sont à choisir avec parcimonie suivant les règles définies. Si un lien sert de source à l'article, son insertion dans le texte est à faire par les notes de bas de page.
- La présentation des références doit suivre les conventions bibliographiques. Il est recommandé d'utiliser les modèles {{Ouvrage}}, {{Chapitre}}, {{Article}}, {{Lien web}} et/ou {{Bibliographie}}. Le mode d'édition visuel peut mettre en forme automatiquement les références.
- Insérer une infobox (cadre d'informations à droite) n'est pas obligatoire pour parachever la mise en page.

Pour une aide détaillée, merci de consulter Aide:Wikification.
Si vous pensez que ces points ont été résolus, vous pouvez retirer ce bandeau et améliorer la mise en forme d'un autre article.
Pour les autres articles nationaux ou selon les autres juridictions, voir Cour suprême.
Ne doit pas être confondu avec Cour constitutionnelle de la république démocratique du Congo.
La Cour suprême de justice de la république démocratique du Congo, fondée en 1982, était, avant l’installation de la Cour constitutionnelle, de la Cour de cassation et du Conseil d’État, la plus haute juridiction de la république démocratique du Congo,.

## Constitution
Elle a été instituée par l'Ordonnance-loi n° 82-017 du 31 mars 1982 relative à la procédure devant la Cour suprême de justice (J.O.Z. n° 7, 1er avril 1922, p. 11) et a fonctionné comme telle jusqu'à la promulgation de la Loi n° 13/010 du 19 février 013 relative à la procédure devant la Cour de cassation.
En effet, la Loi organique 1/11-B du 11 avril 203 portant organisation, fonctionnement et compétence des juridictions de l'ordre judiciaire a en son article 89 a laissé fonctionner la Cour suprême de justice, dans son format actuel, jusqu'à l'installation effective de la Cour de cassation de la RD-Congo. Cette loi, en son article 6 fait de la Cour de cassation, rôle joué à ce jour par la Cour suprême de justice, la plus haute juridiction de l'ordre judiciaire en RD-Congo.
Elle connaît actuellement : (a) des pourvois en cassation contre les arrêts et jugements rendu en 2e ressort par les cours d'appel, les tribunaux de grande instance, les tribunaux de commerce, les chambres d'appel des tribunaux pour enfants (voir Loi n° 90/001 du 10 janvier 2009 portant protection de l'enfant) et les tribunaux de travail récemment installés, (b) des demandes en annulation des arrêts rendu au 1er degré par les cours d'appel en matière administrative, (c) des poursuites en 1er et dernier ressort de certaines autorités bénéficiant en vertu des lois des privilèges de juridiction ; (d) des appels formés contre les décisions rendu en matière répressive au premier degré par les cours d'appel et (d) des autres compétences dévolues par la loi à la Cour de cassation et à la Cour constitutionnelle) installer.

## Composition actuelle de la Cour suprême de la république démocratique du Congo
- Flory Kabange Numbi, procureur général de la République
- Thomas Pungwe Massua, président de la Cour suprême de justice
- Théodore Tuka Ika, président de la Cour suprême de justice
- Valentin Ngoie Kalenda, président de la Cour suprême de justice
- Simon Dieudonné Bombolu Bombongo, président de la Cour suprême de justice
- Martin Bikoma Bahinga, président de la Cour suprême de justice
- Évariste-Prince Funga Molima Mwata, président de la Cour suprême de justice
- Safari Kasongo, premier avocat général de la République
- Médard Katuala Kaba Kashala, premier avocat général de la République
- Tasile Talizo, premier avocat général de la République
- Munoko Vunda Muana Vunda, premier avocat général de la République
- Maduda Muanda Madiela, premier avocat général de la République
- Kyabilua Mavinga, premier avocat général de la République
- Mupier Ndiriata, premier avocat général de la République
- Emile Tshishimbi Ndiyi, premier avocat général de la République
- Victor Mumba Mukomo, premier avocat général de la République
- Emmanuel Minga Nyamakwey, premier avocat général de la République
- Ikobia Bin Mashimo, premier avocat général de la République
- Kikoka Toni Gaetoni, premier avocat général de la République
- Henri Fidèle Bomwenga Mbangete, conseiller à la Cour suprême de Justice
- Marie-Louise Ndala Musuamba, conseillère à la Cour suprême de Justice
- Jean Ubulu Pungu, conseiller à la Cour suprême de Justice
- Charles Bushiri Imani Mwata, conseiller à la Cour suprême de Justice
- Bruno Numbi Bavinga, conseiller à la Cour suprême de Justice
- Hubert Kalonda Saidi, conseiller à la Cour suprême de Justice
- Hyppolite Masani Matshi, conseiller à la Cour suprême de Justice
- Cleophas Mikobi Kalaam, conseiller à la Cour suprême de Justice
- Dominique Ntambwe Wa Kaniki, conseiller à la Cour suprême de Justice
- Pierre Mokuba Bekna Ondo, conseiller à la Cour suprême de Justice
- Joseph Tsimba Khonde, conseiller à la Cour suprême de Justice
- Dieudonné Ibanda Dudu, conseiller à la Cour suprême de Justice
- Richard Mulamba Muamba, conseiller à la Cour suprême de Justice
- Placide Kazadi Wa Lumbule, conseiller à la Cour suprême de Justice
- Jean-Désiré MWANGLWA MUSALI, conseiller à la Cour suprême de Justice
- Léon Mathe Kyalire, conseiller à la Cour suprême de Justice
- Noël Kilomba Ngozi Mala, conseiller à la Cour suprême de Justice
- Dieudonné MUkengule Muderhwa, conseiller à la Cour suprême de Justice
- Marthe Odio Nonde, conseillère à la Cour suprême de Justice
- Denis Kikongo Mukuli, conseiller à la Cour suprême de Justice
- Mwanga Mulindya, conseiller à la Cour suprême de Justice
- Bénoît Kapamvule Mpanda, conseiller à la Cour suprême de Justice
- Mukendi Musanga, conseiller à la Cour suprême de Justice
- Kibamba Moket, conseiller à la Cour suprême de Justice
- Yemomima Atiba, conseiller à la Cour suprême de Justice
- Alphonsine Cheusi, conseillère à la Cour suprême de Justice
- Mokola Pikpa, avocat général de la République
- Bernard Mikobi Minga, avocat général de la République
- Iluta Ikombe Yamama, avocat général de la République
- Mulumba Nkelenda, avocat général de la République
- Paul Chihindamuko luburhanwa, avocat général de la République
- Pierre Essabe Kamulete, avocat général de la République
- Tela Ziele, avocat général de la République
- Laurent Kintiba Mputu, avocat général de la République
- Nyadu Shabandu, avocat général de la République
- Thomas Shakira Mwene Mujinya, avocat général de la République
- Francois-Xavier Bilolo Bakole, avocat général de la République
- Sumbul Mfumwashi, avocat général de la République
- Michel Tulibaki Lusolo, avocat général de la République
- Musaka Sala, avocate générale de la République
- Jeanne Mobele Bomana, avocate générale de la République
- Mukishi Kalambayi Tshikuku, avocat général de la République
- Delphine Banza Sengalenge, avocate générale de la République

## Les juges par ordre chronologique

### 2006
- Benoît Lwamba, premier président (de 2003 à 2008[3])

- Mbangama Kabundi, conseiller
- Tshibanda Ntoka, conseiller
- Tuka Ika, conseiller
- Kikunguru Katomanga, conseiller
- Nzangi Batutu, conseiller
- Lilolo Mangope, conseiller
- Tasile Talizo, avocat général de la République

### 2008
- Étienne Roger Tinkamanyire Bin Ndigeba, premier président
- Thomas Pungwe Massua, président
- Mpinda Bakandowa, président
- Valentin Ngoie Kalenda, conseiller
- Henri Fidèle Bomwenga Mbangete, conseiller
- Pierre Badinengyi Bilolo, conseiller
- Tsasa Mbuzi, conseillère[4]

- Yowa Mabinda Kapinga,conseillère
- Bemwizi Kienga, conseiller
- Malikidogo Musubao, conseiller
- Jérôme Kitoko Kimpele, conseiller
- Simon Dieudonné Bombolu Bombongo, conseiller
- Terkasa Lufungula, conseillère
- Albert Lukamba Muganza, conseiller
- Remy Abdala Mbokamiba, conseiller
- Martin Bikoma Bahinga, conseiller
- Évariste-Prince Funga Molima Mwata, conseiller
- Maniragaba Nsekerebanzi, conseiller

### Dernier Premier président[Quoi ?]
* Jerôme Kitoko Kimpele (premier président)[réf. nécessaire]